# Hội Cựu chiến binh Việt Nam
Hội Cựu chiến binh Việt Nam là tổ chức xã hội - chính trị của các cựu chiến binh của các lực lượng vũ trang và bán vũ trang trong cuộc đấu tranh giành và bảo vệ độc lập chủ quyền quốc gia qua các thời kỳ, của Nhà nước Cộng hòa Xã hội Chủ nghĩa Việt Nam hiện nay. Hội Cựu chiến binh là thành viên của Mặt trận Tổ quốc Việt Nam, là một cơ sở chính trị của chính quyền nhân dân, một tổ chức trong hệ thống chính trị do Đảng Cộng sản Việt Nam lãnh đạo, hoạt động theo đường lối, chủ trương của Đảng, Hiến pháp, pháp luật của Nhà nước và Điều lệ của Hội.
Ngày 6/12/1989, Bộ Chính trị Ban chấp hành Trung ương Đảng khóa VI đã quyết định cho thành lập Hội Cựu chiến binh Việt Nam. Mục đích của Hội là tập hợp, đoàn kết, tổ chức, động viên các thế hệ Cựu chiến binh (CCB) giữ gìn và phát huy bản chất, truyền thống "Bộ đội Cụ Hồ", tích cực tham gia xây dựng và bảo vệ Tổ quốc, bảo vệ thành quả cách mạng, xây dựng và bảo vệ Đảng, chính quyền, chế độ xã hội chủ nghĩa, bảo vệ quyền, lợi ích chính đáng và hợp pháp của Cựu chiến binh, chăm lo giúp đỡ nhau trong cuộc sống, gắn bó tình bạn chiến đấu.
Điều lệ Hội hiện hành được Đại hội Đại biểu toàn quốc lần thứ V thông qua ngày 19 tháng 12 năm 2012 .

## Lịch sử
• Năm 1989, Việt Nam rút toàn bộ quân tình nguyện ở Campuchia về nước. Ở biên giới phía Bắc, Trung Quốc thực hiện việc rút quân khỏi các vị trí đã chiếm đóng, hòa bình thực sự đã trở lại trên toàn cõi Đông Dương. Điều kiện để thành lập một tổ chức thống nhất theo nguyện vọng thiết tha, chính đáng của cựu chiến binh toàn quốc đã chín muồi.
• Ngày 06/12/1989, căn cứ Tờ trình của Ban Bí thư, Bộ Chính trị Ban Chấp hành Trung ương Đảng khoá VI đã quyết định thành lập Hội CCB Việt Nam, Đại tướng Võ Nguyên Giáp được bổ nhiệm làm Chủ tịch danh dự.
• Ngày 3/2/1990, Ban Bí thư Trung ương Đảng đã ra Quyết định số 100-QĐ/TW cho thành lập Hội CCB Việt Nam, chỉ định Ban Chấp hành Trung ương lâm thời Hội CCB Việt Nam gồm 31 đồng chí, do đồng chí Thượng tướng Song Hào làm Chủ tịch , có nhiệm vụ giúp các tỉnh, thành phố hình thành tổ chức lâm thời, tiến hành kết nạp hội viên và chuẩn bị các văn kiện, nhân sự, dự thảo Điều lệ Hội CCB... để trình Đại hội lần thứ nhất, đồng thời bầu Ban chấp hành Trung ương Hội CCB chính thức.
• Ngày 24/02/1990 Hội đồng Bộ trưởng (nay là Chính phủ) cho phép thành lập Hội CCB Việt Nam (Giấy phép số 528/NC).
• Ngày 14/4/1990, Ủy ban Trung ương Mặt trận Tổ quốc Việt Nam (MTTQVN) ra Quyết định số 51-QĐ/MTTQ. Công nhận Hội CCB là thành viên của MTTQVN.
• Ngày 7-10-2005, Thường vụ Quốc hội thông qua Pháp lệnh Cựu chiến binh.
• Ngày 6/12 là Ngày truyền thống của CCB và Hội CCB Việt Nam.
Quyết định thành lập Hội CCB Việt Nam là một chủ trương đúng đắn của Đảng, Nhà nước, đáp ứng đòi hỏi khách quan của tình hình cách mạng nước ta trong giai đoạn cách mạng mới. Sự ra đời của Hội CCB Việt Nam là dấu mốc lịch sử quan trọng trong đời sống chính trị, tinh thần, đáp ứng với sự mong mỏi, nguyện vọng thiết tha, chính đáng của CCB Việt Nam.

## Chức năng, nhiệm vụ
Hội Cựu chiến binh Việt Nam có chức năng đại diện ý chí, nguyện vọng và quyền lợi chính đáng, hợp pháp của Cựu chiến binh. Hội làm tham mưu giúp cấp uỷ Đảng và làm nòng cốt tập hợp, đoàn kết, vận động Cựu chiến binh thực hiện các nhiệm vụ chính trị - xã hội của cách mạng, của Hội; tham gia giám sát hoạt động của cơ quan Nhà nước, đại biểu dân cử và cán bộ viên chức Nhà nước.
Hội Cựu chiến binh Việt Nam có nhiệm vụ:
- Tham gia xây dựng và bảo vệ Đảng, chính quyền, chế độ xã hội chủ nghĩa; đấu tranh chống mọi âm mưu, hoạt động chống phá hoại của các thế lực thù địch; chống các quan điểm sai trái với đường lối, chính sách của Đảng, pháp luật của Nhà nước; thực hiện các quy định của pháp luật về dân chủ ở cơ sở, đấu tranh chống quan liêu, tham nhũng, lãng phí, tệ nạn xã hội; giám sát hoạt động của cơ quan Nhà nước, của cán bộ, công chức theo quy định của pháp luật.
- Tham gia phát triển kinh tế - xã hội, củng cố quốc phòng, an ninh; kiến nghị với cơ quan Nhà nước, chính quyền địa phương về xây dựng và tổ chức thực hiện chính sách, pháp luật có liên quan đến Cựu chiến binh, Hội Cựu chiến binh.
- Tập hợp, đoàn kết, động viên Cựu chiến binh rèn luyện, giữ gìn phẩm chất, đạo đức cách mạng, nâng cao bản lĩnh chính trị, trình độ hiểu biết đường lối, chính sách của Đảng, pháp luật của Nhà nước, kiến thức về kinh tế, văn hoá, khoa học - kỹ thuật, thực hiện tốt nghĩa vụ côngdân.
- Tập hợp quân nhân đã hoàn thành nghĩa vụ quân sự tại ngũ tiếp tục phát huy truyền thống "Bộ đội Cụ Hồ", tham gia tổ chức Câu lạc bộ, Ban liên lạc Cựu quân nhân, các phong trào cách mạng ở cơ sở.
- Tổ chức chăm lo, giúp đỡ Cựu chiến binh nâng cao đời sống vật chất, tinh thần, phát triển kinh tế gia đình, xoá đói, giảm nghèo, làm giàu hợp pháp; tổ chức hoạt động tình nghĩa để Cựu chiến binh tương trợ giúp đỡ lẫn nhau trong cuộc sống.
- Bảo vệ quyền và lợi ích hợp pháp của Cựu chiến binh; tuyên truyền, phổ biến, giáo dục pháp luật, tư vấn, trợ giúp pháp lý cho Cựu chiến binh.
- Phối hợp với Đoàn Thanh niên Cộng sản Hồ Chí Minh, các tổ chức thành viên của Mặt trận Tổ quốc Việt Nam, cơ quan quân sự giáo dục truyền thống yêu nước, chủ nghĩa anh hùng cách mạng, ý chí tự lực, tự cường cho thế hệ trẻ.
- Tiến hành các hoạt động đối ngoại nhân dân, góp phần thực hiện đường lối, chính sách đối ngoại của Đảng và Nhà nước.

## Các kỳ đại hội

### Đại hội đại biểu toàn quốc lần thứ I
Đại hội đại biểu toàn quốc Hội Cựu chiến binh Việt Nam lần thứ nhất diễn ra tại Hội trường Ba Đình, Hà Nội từ ngày 19 đến ngày 20 tháng 11 năm 1992 với sự tham gia của 318 đại biểu đại diện cho 700.000 hội viên cả nước.
Nội dung: 
- Tình hình tổ chức và hoạt động của hội cựu chiến binh trong hơn hai năm qua (1989 - 1992)
- Phương hướng nhiệm vụ chung và nhiệm vụ cụ thể của Hội Cựu chiến binh Việt Nam trong những năm tới (1992 - 1997)
- Danh sách ban chấp hành trung ương Hội Cựu chiến binh Việt Nam khóa I:

1. Thượng tướng Trần Văn Quang, Chủ tịch Hội Cựu chiến binh Việt Nam.
2. Thượng tướng Trần Văn Trà, Phó chủ tịch Hội Cựu chiến binh Việt Nam.
3. Trung tướng Nguyễn Đôn, Phó chủ tịch Hội Cựu chiến binh Việt Nam.
4. Thiếu tướng Nguyễn Trọng Vĩnh, Phó chủ tịch Hội Cựu chiến binh Việt Nam.
5. Thiếu tướng Lê Thanh - Tổng thư ký Hội Cựu chiến binh Việt Nam

### Đại hội đại biểu toàn quốc lần thứ II
Đại hội đại biểu toàn quốc Hội Cựu chiến binh Việt Nam lần thứ hai diễn ra tại Hội trường Ba Đình, Hà Nội từ ngày 17 đến ngày 18 tháng 12 năm 1997 với sự tham gia của 432 đại biểu.
Nội dung:
- Đánh giá kết quả thực hiện Nghị quyết Đại hội I
- Phương hướng, nhiệm vụ đến năm 2002
- Danh sách ban chấp hành trung ương Hội Cựu chiến binh Việt Nam khóa II:

1.Thượng tướng Trần Văn Quang, Chủ tịch Hội Cựu chiến binh Việt Nam.
2.Thượng tướng Đào Đình Luyện, Phó Chủ tịch Hội Cựu chiến binh Việt Nam.
3.Trung tướng Nguyễn Quốc Thước, Phó Chủ tịch Hội Cựu chiến binh Việt Nam.
4.Trung tướng Đặng Quân Thụy, Phó Chủ tịch Hội Cựu chiến binh Việt Nam.
5.Trung tướng Đỗ Quang Hưng, Phó Chủ tịch Hội Cựu chiến binh Việt Nam.

### Đại hội đại biểu toàn quốc lần thứ III
Đại hội đại biểu toàn quốc Hội Cựu chiến binh Việt Nam lần thứ III diễn ra tại Hội trường Ba Đình, Hà Nội từ ngày 26 đến ngày 28 tháng 12 năm 2002 với sự tham gia của 471 đại biểu.
Nội dung:
- Kết quả 5 năm thực hiện Nghị quyết Đại hội lần thứ II của Hội
- Phương hướng, nhiệm vụ nhiệm kỳ 2003-2007
- Danh sách ban chấp hành trung ương Hội Cựu chiến binh Việt Nam khóa III:

1.Trung tướng Đặng Quân Thụy, Chủ tịch Ban Chấp hành Trung ương Hội
2.Trung tướng Trần Hanh, Phó chủ tịch Ban Chấp hành Trung ương Hội kiêm Tổng thư ký
3.Trung tướng Đỗ Quang Hưng, Phó chủ tịch Ban Chấp hành Trung ương Hội
4.Thiếu tướng Phạm Hữu Bồng, Phó chủ tịch Ban Chấp hành Trung ương Hội
5.Trung tướng Đàm Văn Ngụy, Trưởng ban Kiểm tra Trung ương Hội

### Đại hội đại biểu toàn quốc lần thứ IV
Đại hội đại biểu toàn quốc Hội Cựu chiến binh Việt Nam lần thứ IV diễn ra tại Hội trường Bộ Quốc phòng, Hà Nội từ ngày 12 đến ngày 14 tháng 12 năm 2007 với sự tham gia của 497 đại biểu.
Nội dung:
- Tình hình thực hiện nghị quyết đại hội lần thứ III (2002-2007)
- Phương hướng, nhiệm vụ nhiệm kỳ năm 2007 – 2012
- Danh sách ban chấp hành trung ương Hội Cựu chiến binh Việt Nam khóa IV:

1.Trung tướng Trần Hanh, Chủ tịch Hội Cựu chiến binh Việt Nam kiêm Tổng thư ký
2.Thiếu tướng Phạm Hữu Bồng, Phó chủ tịch Hội Cựu chiến binh Việt Nam
3.Trung tướng Phùng Khắc Đăng, Phó chủ tịch Hội Cựu chiến binh Việt Nam
4.Thiếu tướng Đỗ Công Mùi, Phó chủ tịch Hội Cựu chiến binh Việt Nam
5.Trung tướng Lê Thành Tâm, Phó chủ tịch Hội Cựu chiến binh Việt Nam

### Đại hội đại biểu toàn quốc lần thứ V
Đại hội đại biểu toàn quốc lần thứ V Hội Cựu chiến binh Việt Nam đã diễn ra từ ngày 18 đến ngày 20 tháng 12 năm 2012, tại Hội trường Bộ Quốc phòng, Thủ đô Hà Nội, với sự tham dự của 510 đại biểu thay mặt cho hơn 2,6 triệu hội viên trên toàn quốc.
Nội dung:
- Báo cáo tổng kết công tác nhiệm kỳ IV (2007 - 2012)
- Phương hướng, nhiệm vụ nhiệm kỳ V (2012-2017)
- Thảo luận và thông qua Điều lệ Hội (sửa đổi)
- Danh sách ban chấp hành trung ương Hội Cựu chiến binh Việt Nam khóa V:

1.Thượng tướng Nguyễn Văn Được, Chủ tịch Hội Cựu chiến binh Việt Nam
2.Trung tướng Phùng Khắc Đăng, Phó chủ tịch Hội Cựu chiến binh Việt Nam
3.Trung tướng Lê Thành Tâm, Phó chủ tịch Hội Cựu chiến binh Việt Nam
4.Trung tướng Nguyễn Song Phi, Phó chủ tịch Hội Cựu chiến binh Việt Nam
5.Trung tướng Nguyễn Văn Đạo, Phó chủ tịch Hội Cựu chiến binh Việt Nam

### Đại hội đại biểu toàn quốc lần thứ VI
Đại hội đại biểu toàn quốc lần thứ VI Hội Cựu chiến binh Việt Nam diễn ra từ ngày 13 - 15/12/2017 với sự tham dự của 516 đại biểu thay mặt cho gần 3 triệu hội viên trên toàn quốc.
Danh sách ban chấp hành trung ương Hội Cựu chiến binh Việt Nam khóa VI
1.Thượng tướng Nguyễn Văn Được, Chủ tịch Hội Cựu chiến binh Việt Nam
2.Trung tướng Nguyễn Song Phi, Phó chủ tịch Hội Cựu chiến binh Việt Nam
3.Trung tướng Nguyễn Văn Đạo, Phó chủ tịch Hội Cựu chiến binh Việt Nam
4.Thiếu tướng Nguyễn Văn Chương, Phó chủ tịch Hội Cựu chiến binh Việt Nam - Chủ tịch Hội Cựu chiến binh Thành phố Hồ Chí Minh

### Đại hội đại biểu toàn quốc lần thứ VII
Đại hội đại biểu toàn quốc lần thứ VII Hội Cựu chiến binh Việt Nam diễn ra từ ngày 29 - 31/12/2022 với sự tham dự của 506 đại biểu thay mặt cho gần 3 triệu hội viên trên toàn quốc.
Danh sách ban chấp hành trung ương Hội Cựu chiến binh Việt Nam khóa VII
1. Thượng tướng Bế Xuân Trường, Chủ tịch Hội Cựu chiến binh Việt Nam
2. Thượng tướng Phạm Hồng Hương, Phó chủ tịch Hội Cựu chiến binh Việt Nam
3. Trung tướng Khuất Việt Dũng, Phó chủ tịch Hội Cựu chiến binh Việt Nam
4. Thiếu tuớng Nguyễn Minh Hoàng, Phó chủ tịch Hội Cựu chiến binh Việt Nam - Chủ tịch Hội Cựu chiến binh Thành phố Hồ Chí Minh
5. Đồng chí Lê Văn Kiểm, Phó chủ tịch Hội Cựu chiến binh Việt Nam - Chủ tịch Hiệp hội Doanh nhân Cựu chiến binh Việt Nam